# مدرسة أبناء مشايخ البدو
مدرسة أبناء مشايخ البدو هي مدرسة خاصة بأبناء مشايخ البدو أقامها العثمانيون في الجزء الغربي من البلدة القديمة في بئر السبع. تأسست عام 1914 وكان من المخطط أن تكون بمثابة مدرسة خاصة بأبناء مشايخ البدو، لكن فور الانتهاء من تشييد المبنى، تم تحويله لاستخدام الجيش العثماني. بعدما احتل البريطانيون فلسطين حُوِّل المبنى مرة أخرى إلى مدرسة. بعد حرب 1948، كان بمثابة منزل الجندي حتى عام 1979، عندما تم نقل منزل الجندي. في وقت لاحق تم إعادة تأهيل المبنى، ومنذ عام 2013 أصبح جزءًا من حديقة كاراسو للعلوم، وهي حديقة علمية مخصًّصة للشباب. نموذج مُجسَّم للمدرسة معروض في متحف إسرائيل المُصَغَّر (ميني يسرائيل بارك).

## التاريخ

### إقامة المبنى
شُيِّدَ المبنى في أيّام الوالي العثماني آصف بك الدِّمشقي عام 1914 ليكون بمثابة مدرسة للأولاد البدو، لكنه لم يُستخدم لهذا الغرض بعدما تم بناؤه. خطّطت الحكومة العثمانية لأن يكون بمثابة مدرسة زراعية للأولاد البدو الذين يعيشون في المنطقة، ولعلّ النموذج الذي أرادت الحكومة العثمانية إنشاءه مستوحى من المدارس الزراعية التي بدأ تأسيسها في مناطق مختلفة من الإمبرطورية العثمانية من قبل جهاتٍ خاصة وذلك بموافقة الحكومة في نهاية القرن التاسع عشر. حتى ذلك الحين، لم تكن هناك مدرسة نظامية في النقب، وكان الهدف من تأسيس هذه المدرسة هو تحويل البدو، من خلال التعليم، من بدو رُحّل إلى مزارعين في تجمُّعات سكنيَّة دائمة.
من أجل تسهيل الأمور على القبائل البدوية النائية، تم بناء المدرسة على نمط مدرسة داخلية. شكل المدرسة نموذجي للمباني العامة العثمانية في مدينة بئر السبع: مبنى كبير يتكوَّن من طابقين، بسقف من البلاط، مبني بشكل متناظر مع مدخل مركزي من ثلاثة أقواس، يفتح على قاعة مركزية كبيرة. يشبه المبنى بشكل أساسي مباني السرايا، باستثناء أن واجهته مُصَمَّمة على طراز شرقي أكثر. النوافذ صُلبة (وليست مسطَّحة كما هو الحال في مبنى السرايا)، والطابق الثاني مدعوم بأعمدة مستديرة مبنية من الحجارة المهندمة. كان للمبنى أيضًا مدخل خلفي أقلُّ أناقة، مع مجموعة من السلالم مباشرة إلى الطابق الثاني، بالإضافة إلى صف من الفصول الدراسية الإضافية في الخلف.
الخطة الأساسية لبناء مدرسة مركزية في مدينة بئر السبع أثيرت بالفعل في سنواتها الأولى. في عام 1908، وخلال زيارة رسمية قام بها حاكم منطقة القدس، تحدث الوالي إلى الشيوخ حول هذه الخطة وشرح الغرض منها:
وتأخرت خطط بناء المدرسة. من وقت لآخر، ظهرت إعلانات حول بنائه في الصحافة، ولكن فقط في عام 1913 بدأ البناء الفعلي. في عام 1914 كان المبنى في المراحل النهائية، ولكن بسبب اندلاع الحرب العالمية الأولى، قرَّرت الحكومة استخدام المباني العامة في المدينة لتكون ورش عمل وإمدادات في خدمة الجيش العثماني. وقد تم تحويل مبنى المدرسة، الذي كان كبيرًا وواسعًا، وكان قد اكتمل لتوِّه، إلى مستشفى وتمّ إعداده لاستقبال المرضى من الجنود.

## المستشفى خلال الحقبة العثمانية

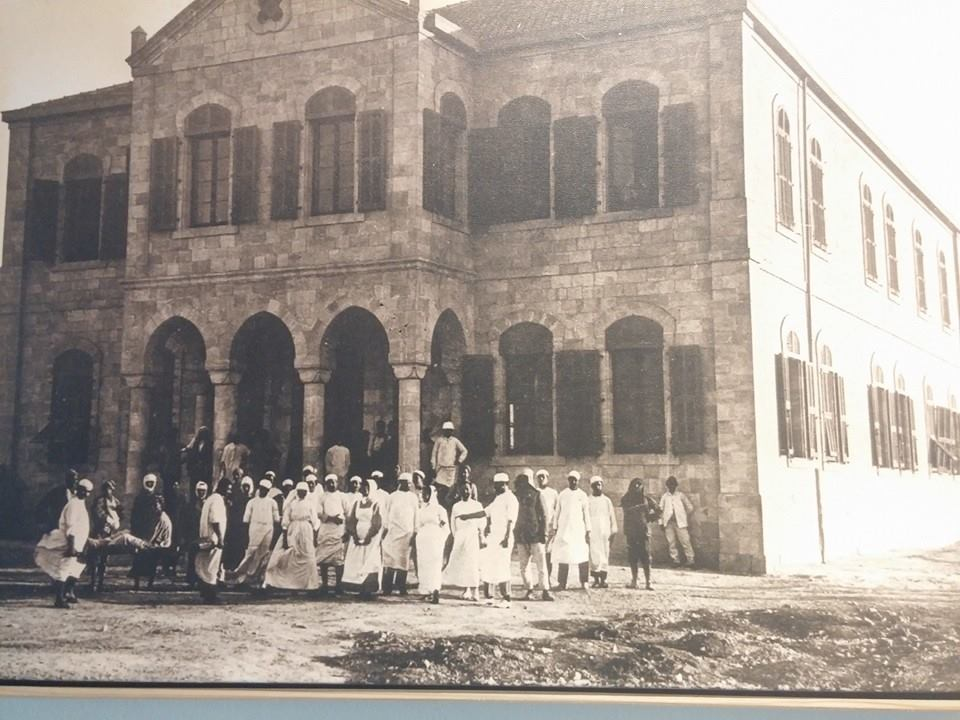
طاقم المستشفى والأطباء والممرضات أمام مبنى المدرسة أثناء استخدامه مستشفى إبان الحرب العالمية الأولى، نوفمبر 1917.

خلال عام 1915 تم تجديد المبنى وملاءمته لاستخدامه كمستشفى للهلال الأحمر، وبدأ في استقبال المرضى. معظم الذين تم نقلهم إلى المستشفى لم يكونوا جرحى حرب، بل كانوا مرضى من الأوبئة التي تفشّت بين جنود الجيش العثماني، حيث كانت الظروف الطبية والصحية سيئة للغاية. في شتاء عام 1916، تفشّت أوبئة شديدة بين أفراد الجيش. كان الجنود مكتظين على الأرض لعدم وجود أسرة كافية، وكان المبنى ممتلئًا عن آخره. كان معدل الوفيات في المستشفى كبيرًا جدًّا لدرجة أن الجنود فعلوا كل ما في وسعهم لتجنب الدخول إلى المستشفى.

## المدرسة خلال فترة الانتداب البريطاني

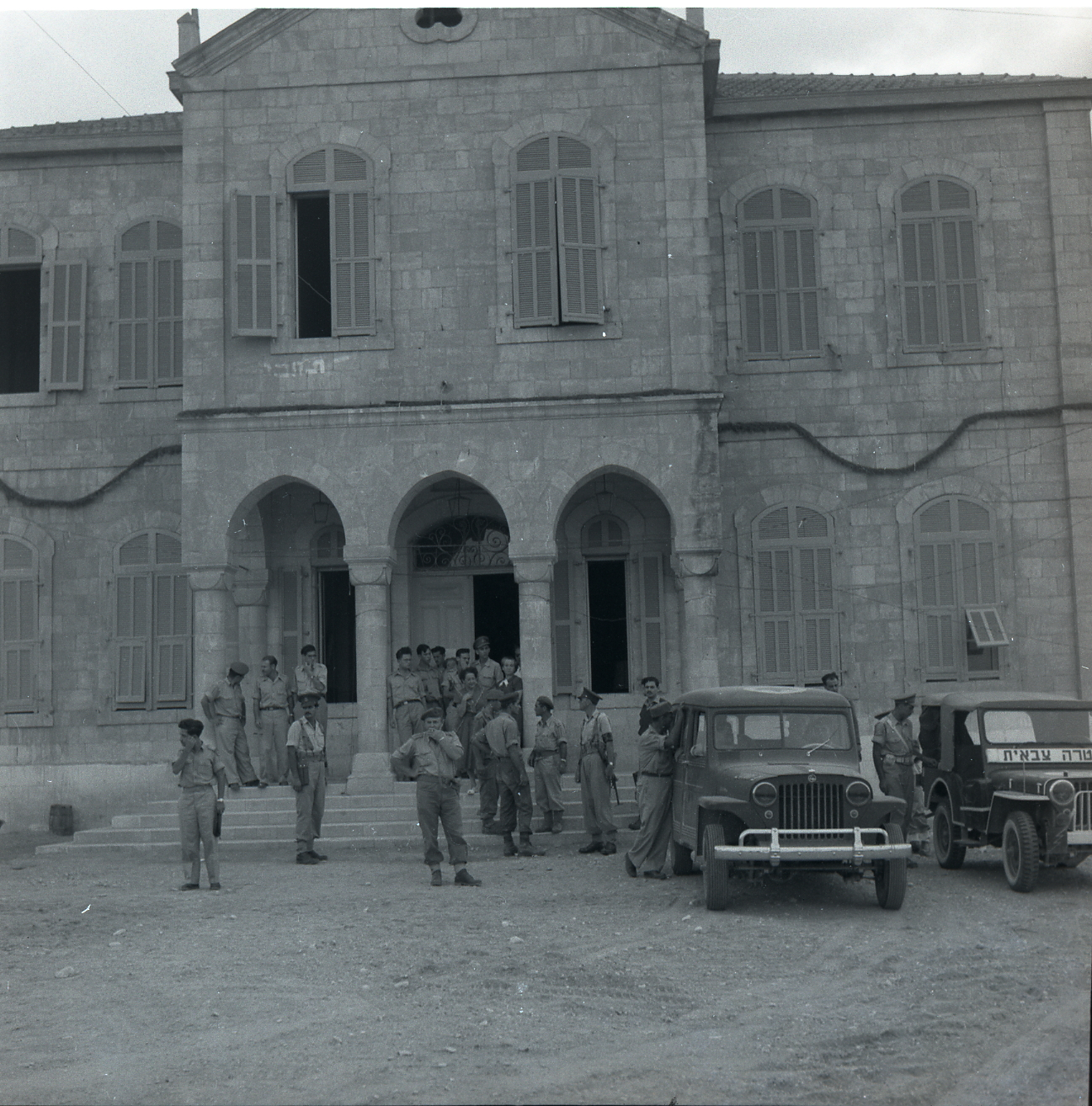
جُنود من الجيش الإسرائيلي أمام مبنى المدرسة عام 1958.

مع نهاية الحرب العالمية الأولى واحتلال بئر السبع من قبل قوات الانتداب البريطاني في فلسطين، عاد المبنى إلى استخدامه كمدرسة للبنين والبنات. تم استخدام الطابق الأول من قبل الأولاد، الذين دخلوه من المدخل الرئيسي. تم استخدام الطابق الثاني من قبل الفتيات، اللواتي دخلنه عند المدخل من المدخل الخلفي، صعود الدرج، مباشرة إلى الطابق الثاني.
كانت مدرسة الأولاد البدو تعمل كمدرسة ابتدائية منذ حوالي ثلاثين عامًا. كان معظم التلاميذ فيها من العائلات الإدارية التي عاشت في بئر السبع، ومن العائلات العريقة من قبائل المنطقة، وبالتالي سميت أيضا "مدرسة أبناء الشيوخ". في الواقع، معظم الأولاد البدو الذين كانوا يعيشون في منطقة النقب لم يتمكنوا من الدراسة هناك.
مع قرب نهاية فترة الانتداب، التحق بالمدرسة حوالي 300 طالب محلي و100 ولد بدوي آخر من أبناء الشيوخ، في الصفوف الأول حتّى السّادس الابتدائي. بسبب ضيق المساحة، تم نقل الفتيات للدراسة في مبنى مخصص تم بناؤه في مكان قريب يخدم "مدرسة مَسَّادة" بعد احتلال بئر السبع من أيدي العرب (يُستخدم المبنى اليوم مكاتب حديقة كاراسو للعلوم).
كان مبنى المدرسة مهما خلال حرب 1948. عندما دخل الجيش المصري المدينة في مايو 1948، بنى مقره في المدرسة. تم استخدام المبنى لعقد اجتماع بين ممثل مصر محمود رياض ورئيس أركان الجيش الإسرائيلي الجديد، يغائيل يادين، حين تم وضع ترتيبات الهدنة بين إسرائيل ومصر.

## بيت الجندي
في يونيو 1949، تم افتتاح بيت الجندي في المبنى. قال يومها رئيس الكنيست يوسف شبرينتساك في حفل الافتتاح بأنَّ: "بئر السبع ستكون بئر الحياة للجنود الإسرائيليين". تم ترميم المبنى، وبُنِيَتْ صالات رياضية، وغرف دراسية، وقاعة رياضية، نادٍ ومكاتب في الطابق الأول. تم ترميم الفصول الدراسية في الطابق العُلوي، وأصبحت أماكن سُكنى للجنود. استُخدم المبنى منزلًا للجنود، ومكتب ضابط المدينة لمدة ثلاثين عامًا تقريبًا. في عام 1979، نُقِلَ منزل الجندي إلى مبنى دائم، ونُقِلَ معه مكتب ضابط المدينة أيضًا.

## حديقة العلوم للأحداث

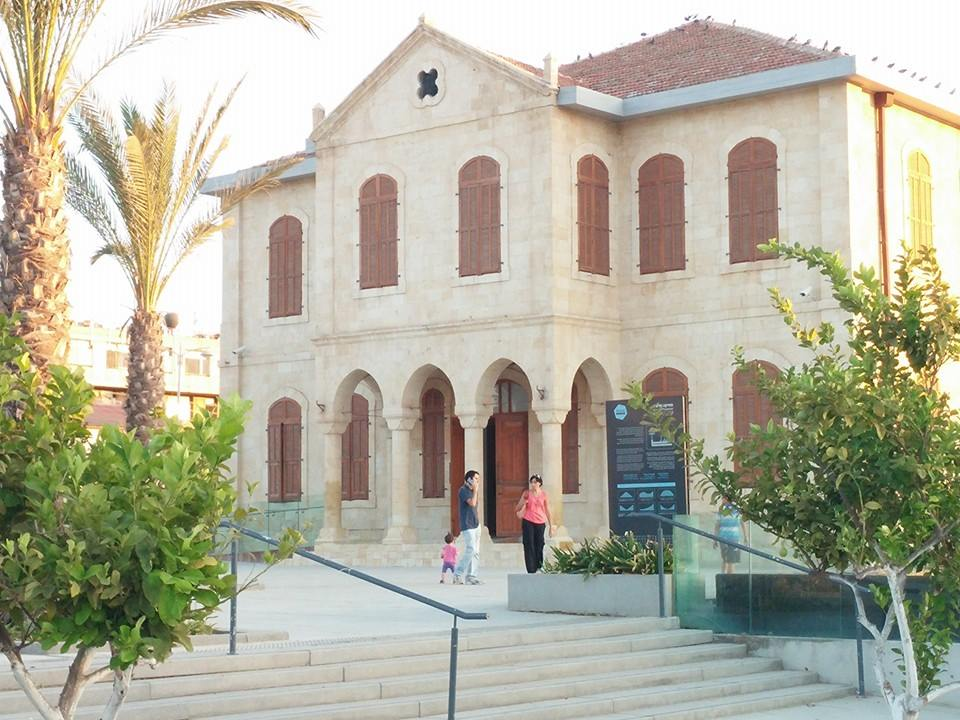
مبنى المدرسة بعد أن أصبح جزءًا من مُتحف كاراسو للعلوم 2014.

طوال السنوات ال 12 التالية، احتفظت القيادة الجنوبية في جيش الاحتلال الإسرائيلي بالمبنى، ثُمّ نُقل بعدها إلى ملكيّة بلدية بئر السبع. بعد إخلائه، قامت البلدية بتجديد المبنى بالتعاون مع جمعية الحفاظ على المنازل الأثرية في إسرائيل، ومنذ عام 2013 أصبح جزءًا من مجمع حديقة كراسو للعلوم.